# Boguty-Żurawie
Boguty-Żurawie – wieś w Polsce położona w województwie mazowieckim, w powiecie ostrowskim, w gminie Boguty-Pianki. Obok miejscowości przepływa rzeczka Pukawka, dopływ Bugu.
| SIMC    | Nazwa             | Rodzaj    |
| ------- | ----------------- | --------- |
| 0395091 | Boguty Wielkie    | część wsi |
| 0395079 | Boguty-Chruściele | część wsi |
| 0395085 | Boguty-Stęgiewki  | część wsi |

Wierni kościoła rzymskokatolickiego należą do parafii Wszystkich Świętych w Bogutach-Piankach.

## Historia
W latach 1921–1931 wieś leżała w województwie białostockim, w powiecie ostrołęckim, w gminie Boguty.
Według Powszechnego Spisu Ludności z 1921 roku wieś zamieszkiwały 92 osoby w 19 budynkach mieszkalnych. Miejscowość należała do parafii rzymskokatolickiej w Bogutach-Piankach. Podlegała pod Sąd Grodzki w Czyżewie i Okręgowy w Łomży; właściwy urząd pocztowy mieścił się w Bogutach.
W wyniku napaści ZSRR na Polskę we wrześniu 1939 miejscowość znalazła się pod okupacją sowiecką. Od czerwca 1941 roku pod okupacją niemiecką. Od 22 lipca 1941 do 1945 włączona w skład Landkreis Lomscha, Bezirk Bialystok III Rzeszy.
W latach 1975–1998 miejscowość administracyjnie należała do województwa łomżyńskiego.